# Луна (Сарагоса)
Луна (ісп. Luna) — муніципалітет в Іспанії, у складі автономної спільноти Арагон, у провінції Сарагоса. Населення — 846 осіб (2010).
Муніципалітет розташований на відстані близько 300 км на північний схід від Мадрида, 60 км на північ від Сарагоси.
На території муніципалітету розташовані такі населені пункти: (дані про населення за 2010 рік)
- Лакорвілья: 63 особи
- Луна: 783 особи

## Демографія
Динаміка населення (INE ):